# Σ-有限测度
σ-有限测度是测度论中的一个概念。對测度空间 {\displaystyle (X,\,\Sigma ,\,\mu )} 來說，若测度 {\displaystyle \mu }  其對任意 {\displaystyle A\in \Sigma }  的取值 {\displaystyle \mu (A)} 是一个有限的实数（而不是无穷大），那么就称这个测度为有限测度。
若測度空間的母集合 {\displaystyle X} 可表示为 {\displaystyle \Sigma } 的某有限可測集合序列 {\displaystyle \{E_{n}\in \Sigma \}_{n\in \mathbb {N} }} 的并集：
{\displaystyle X=\bigcup _{n\in \mathbb {N} }E_{n}}
則么就称这个测度为σ-有限测度:24。進一步的，如果 {\displaystyle X} 的某个子集能够表示为 {\displaystyle \Sigma } 之中的某可測集合序列的并集，那么也称这个子集拥有σ-有限测度。

## 例子
- 勒贝格测度：实数集{\displaystyle \mathbb {R} }上的勒贝格测度不是有限测度，因为整个实数轴的“长度”，也就是全集{\displaystyle \mathbb {R} }的测度是无穷大。但是，勒贝格测度是σ-有限测度，因为{\displaystyle \mathbb {R} }可以表示为所有形如{\displaystyle [-n,n]}的区间的并集，而每个区间的测度都是有限的（等于{\displaystyle 2n}）：
{\displaystyle \mathbb {R} =\bigcup _{n=1}^{\infty }[-n,n].}[1]:24
- 计数测度：实数集{\displaystyle \mathbb {R} }上的计数测度，是将任何的子集的元素“个数”作为测度值的测度：含有无穷多个元素的子集的测度就是无穷大[2]:20-21。这个测度不是σ-有限测度，因为实数集是不可数的，它不能表示成可数个只包含有限个元素的子集的并集[2]:30。不过，自然数集{\displaystyle \mathbb {N} }上的计数测度就是σ-有限测度[2]:29，因为全集{\displaystyle \mathbb {N} }可以（很自然地）表示成可数个测度为1的子集的并集：
{\displaystyle \mathbb {N} =\bigcup _{n=1}^{\infty }\{n\}.}
- 局部紧群：设{\displaystyle G}是一个局部紧的拓扑群，并且是σ-紧致的，那么群{\displaystyle G}上的哈尔测度是σ-有限测度[3]:42。

## 性质
σ-有限测度中，全集可以表示为{\displaystyle {\mathcal {A}}}中的可数个有限测度子集的并集：{\displaystyle \Omega =\bigcup _{n=1}^{\infty }B_{n}}，但实际上表示的方法可以不止一种。比如说，令
{\displaystyle \forall n\in \mathbb {N} ,\;\;C_{n}=\bigcup _{k=1}^{n}B_{k}\in {\mathcal {A}},}
那么{\displaystyle \forall n\in \mathbb {N} ,\;\;\mu (C_{n})\leqslant \sum _{k=1}^{n}\mu (B_{k})}，也就是说{\displaystyle \left(C_{n}\right)_{n\in \mathbb {N} }}也是一系列有限测度的子集，并且{\displaystyle C_{1}\subset C_{2}\subset \cdots \subset C_{n}\subset C_{n+1}\subset \cdots }，所以{\displaystyle \mu (C_{1})\leqslant \mu (C_{2})\leqslant \cdots \leqslant \mu (C_{n})\leqslant \mu (C_{n+1})\leqslant \cdots }。随着下标增大，{\displaystyle C_{n}}的测度越来越大，趋向正无穷大，并且{\displaystyle \Omega =\bigcup _{n=1}^{\infty }C_{n}}。这称为全集的升序表示。而如果令：
{\displaystyle C_{0}=\varnothing ,\;\;\forall n\in \mathbb {N} ,\;\;D_{n}=C_{n}\setminus C_{n-1}\in {\mathcal {A}},}，
那么{\displaystyle \left(D_{n}\right)_{n\in \mathbb {N} }}也是一系列测度有限，并且两两不相交的集合（交集为空集），并且{\displaystyle \Omega =\bigcup _{n=1}^{\infty }D_{n}}。{\displaystyle \left(D_{n}\right)_{n\in \mathbb {N} }}被称为全集的一个划分，或者称为全集的不交覆盖。

### 半有限和一致σ-有限
与σ-有限测度的概念相关的概念还有半有限测度和一致σ-有限测度。一致σ-有限测度是一类特殊的σ-有限测度。它不仅要求全集{\displaystyle \Omega }能够表示为{\displaystyle {\mathcal {A}}}中的可数个有限测度子集的并集：{\displaystyle \Omega =\bigcup _{n=1}^{\infty }B_{n}}，而且要求存在一个正实数{\displaystyle m}，使得这些子集的测度（的绝对值）都小于等于{\displaystyle m}。
{\displaystyle \Omega =\bigcup _{n=1}^{\infty }B_{n},\qquad B_{n}\in {\mathcal {A}},\quad |\mu (B_{n})|<m,}
勒贝格测度和自然数集上的计数测度都是一致σ-有限测度。但并非所有的σ-有限测度都是一致σ-有限测度。比如说自然数集上如下定义的σ-有限测度{\displaystyle \mu _{c}}：
{\displaystyle \forall E\in \mathbb {N} ,\;\;\mu _{c}(E)=\sum _{k\in E}k}
就不是一致σ-有限测度:30。
半有限测度则是比σ-有限测度更宽泛的一种定义。如果{\displaystyle (\Omega ,{\mathcal {A}})}上的一个测度中，任意一个测度为无穷大的子集都包含有测度为任意大有限值的子集，那么就说这个测度是半有限测度。任何的σ-有限测度都是半有限测度，只要考虑它的升序表示，但反之则不然。比如说实数集上的计数测度就是半有限测度，但它并不是σ-有限测度:30。

### 与概率测度的等价性
给定{\displaystyle (\Omega ,{\mathcal {A}})}，其上的任何σ-有限测度{\displaystyle \mu }都等价于一个{\displaystyle (\Omega ,{\mathcal {A}})}的概率测度。具体的构造方法是：令{\displaystyle \left(B_{n}\right)_{n\in \mathbb {N} }}为全集{\displaystyle \Omega }的一个不交覆盖（划分），并且每个{\displaystyle B_{n}}在{\displaystyle \mu }下的测度都是有限的；再令{\displaystyle \left(\omega _{n}\right)_{n\in \mathbb {N} }}为一个由正实数构成的数列，并且级数和
{\displaystyle \sum _{n=1}^{\infty }w_{n}=1.}
那么以下方式定义的测度{\displaystyle \nu }：
{\displaystyle \forall A\in {\mathcal {A}},\;\;\nu (A)=\sum _{n=1}^{\infty }w_{n}{\frac {\mu (A\cap B_{n})}{\mu (B_{n})}}}
就是一个与{\displaystyle \mu }等价的概率测度，因为两者有着相同的零测集。